# 匙龍屬
匙龍（學名：Koutalisaurus）意為「湯匙蜥蜴」，意指齒骨的形狀。匙龍是鴨嘴龍科的一屬。化石為一個幾乎完整的齒骨，發現於西班牙萊里達省Abella de la Conca鎮附近的Tremp地層，年代為上白堊紀的馬斯垂克階。這個齒骨原先被歸類於似凹齒龍，但似凹齒龍出土於不同的地點，兩者化石無法相比較。 
這個齒骨非常長，前段的無齒部份長，並且前段往下、內側彎，形狀類似湯匙。與其他鴨嘴龍科相比，齒骨的大小相近，但形狀特殊。 
Prieto-Marquez等人命名匙龍時，認為牠們屬於鴨嘴龍科，但位置不明。根據2009年的新研究，匙龍與似凹齒龍可能是同種動物，如同最初的歸類。